# Nappersdorf-Kammersdorf
Nappersdorf-Kammersdorf ist eine Marktgemeinde mit 1191 Einwohnern (Stand 1. Jänner 2025) im Bezirk Hollabrunn in Niederösterreich.

## Geografie
Nappersdorf-Kammersdorf liegt im Hügelland des Weinviertels in Niederösterreich nordöstlich von Hollabrunn, ca. 70 km nördlich von Wien auf dem Weg von Hollabrunn nach Laa an der Thaya. Die Fläche der Marktgemeinde umfasst 38,86 Quadratkilometer. 7,05 Prozent der Fläche sind bewaldet. Die Orte der Gemeinde sind von der jahrhundertealten Baukultur der Kellergassen geprägt.
Die Gemeinde im Hügelland südöstlich des Laaer Beckens liegt limmologisch im Einzugsbereich des über das Gemeindegebiet Großharras zur Pulkau abfließenden Mottschüttelbaches, der in der Katastralgemeinde Kammersdorf durch Zusammenfluss des Gießbaches (von Kleinsierndorf über Kammersdorf), des Patzenthalergrabens und des Dürnleisergrabens entsteht; er nimmt hier auch den aus Kleinweikersdorf über Diepolz kommenden Galgenberggraben auf. In den Dürnleisgraben münden in Kleinweikersdorf der Rötschelgraben aus Haslach und der Hausweingartengraben aus Oberstinkenbrunn über Nappersdorf. Ebenfalls in Kleinweikersdorf fließt dem Hausweingartengraben der als Nappersdorfergraben fortgesetzte Oberstinkenbrunnerbach zu.
- Dernberg

### Gemeindegliederung
Die heutige Marktgemeinde (1977) entstand mit der NÖ. Kommunalstrukturverbesserung 1971 durch Zusammenschluss der Gemeinden Kammersdorf der sich schon 1968 Kleinsierndorf angeschlossen hatte, Dürnleis und Nappersdorf. Die Großgemeinde Nappersdorf war erst 1970 durch Vereinigung mit Haslach und Kleinweikersdorf zustande gekommen.
Das Gemeindegebiet umfasst folgende sechs Ortschaften (in Klammern Einwohnerzahl Stand 1. Jänner 2025):
- Dürnleis (175)
- Haslach (132)
- Kammersdorf (291)
- Kleinsierndorf (38)
- Kleinweikersdorf (180)
- Nappersdorf (375)

Die Gemeinde besteht aus den Katastralgemeinden Dürnleis, Haslach, Kammersdorf, Kleinsierndorf, Kleinweikersdorf und Nappersdorf.

### Nachbargemeinden
| Mailberg    | Großharras (MI)                             |                 |
| Wullersdorf | Kompassrose, die auf Nachbargemeinden zeigt | Stronsdorf (MI) |
|             | Hollabrunn                                  |                 |

## Geschichte
Kammersdorf
Der Ortsname (urkundlich zuerst 1252 Camerstorff; 1261 Chomatsdorf) leitet sich von einem mit Chom- zusammengesetzten slawischen Personennamen (etwa Chometa als Kurzform von Duchomenta) ab.
Auf die Bedeutung des Ortes im Altstraßennetz weisen der Wartberg (jetzt unrichtig „Waldberg“) am südlichen Ortsende und der korrespondierende Burgstall bei Kleinsierndorf: Hier kommen mehrere Altstraßen zusammen, wie die Klippenzugstraße, die Großmugler Hochstraße und die sogenannte Nördliche Hochstraße. Der auch sonst im Altstraßenverlauf gebräuchliche Flurname „Tettenhenst“ der am Berg gegen Kleinkadolz haftet, bezeichnet einen „beschwerlichen Hang“; noch 1834 ist von der hier durchführenden sehr lebhaften Commercialstraße von Stockerau nach Mähren die Rede. Sie erscheint im Jahr 1470 als Landstraße beim Wartberg.
Kammersdorf entspricht dem Typus eines Breitangerdorfes, der Anger wurde teilweise erst seit dem vorigen Jahrhundert verbaut. 1834 wird der Ort als in zwei Reihen meist mit Stroh gedeckten Häusern, die jedoch ziemlich unregelmäßig und unzusammenhängend erbaut sind, geschildert. Ein Teil der später entstandenen Wohnhäuser ging aus Presshäusern hervor. Die mittelalterliche Dorfanlage umfasste etwa 40 bäuerliche Lehen, zu einem Ganzlehen gehörten hier ursprünglich 32 bis 35 Joch Hausäcker.
Nappersdorf
Die Gründung von Nappersdorf, das als typisches Angerdorf mit längsförmiger Dreiecksanlage angesprochen werden kann,  dürfte etwas später anzusetzen sein als die der umgebenden Orte. Nappersdorf wird als Nortprehtisdorf zu Beginn des 12. Jahrhunderts erstmals erwähnt. Damals gab Anshalm von Hetzmannswiesen (heute Hetzmannsdorf) ein „Predium“ zu Nappersdorf an Göttweig. Anshalm, häufig Besitzvorgänger der Kuenringer, starb vor 1133, seine Witwe Truta vermählte sich mit Kadolt von Mailberg-Harras-Pulkau-Göllersdorf aus der Sippe der nachmaligen Herren von Seefeld.
Haslach
Die erste überlieferte Schreibweise (um 1161: Kaselaha, Haselache; Haslarm; 1210 Hasla) lassen als Deutung des Ortsnamens die Möglichkeit „von Haselsträuchern umwachsendes Gewässer (Ache)“ oder überhaupt „bei den Haselsträuchern“ zu.
Kleinweikersdorf
Das Längsangerdorf Kleinweikersdorf liegt besitzgeschichtlich inmitten des Hoheitsbereiches der sich zuletzt u. a. nach Seefeld nennenden Kadolten, was auch im Ortsnamen zum Ausdruck kommt (1208 Wichartesdorf). Wichart ist einer der Leitnamen der Seefelder Herren und ihres Stronsdorfer Sippenkreises. Der Besitz war, wie in Weinorten üblich, früh zersplittert.
Dürnleis
Der Ortsname (1209 Durrenlitz) leitet sich vielleicht vom slawischen „Lyss“ (kahl) ab.
Im Hochmittelalter lag der Ort im Einflussbereich der Kadolten von Seefeld und blieb mit dieser später Kuenringschen, seit 1629 als Herrschaft Kadolt Hardeggischen Domäne bis zur Aufhebung der Untertänigkeitsverhältnisse verbunden. Die Ortskapelle Maria Schnee wurde in der ersten Hälfte des 18. Jahrhunderts errichtet.
Kleinsierndorf
Der Ortsname (1261 Syrendorf) hängt wohl mit einem slawischen Personennamen zusammen.
Der Ort war im Hochmittelalter in der Hand der Kadolten von Seefeld. Eine Schenkung ihres Verwandten, der Herren von Ottenstein, an das Stift Zwettel im Jahr 1266 (2 Lehen, 1 Halblehen, 1 Hofstatt) gelangte 1541 im Kaufweg an die Seefelder Kuenringer und blieb unverändert bis 1848 bei der Herrschaft Kadolz. Zur Schenkung gehörte auch ein Weinbergrecht am Shirenberg neben dem Ort, das 1309 von den Ottensteinern am Schellenberg und am Leiser Burgstall erweitert wurde.

### Einwohnerentwicklung
| Nappersdorf-Kammersdorf: Einwohnerzahlen von 1869 bis 2025 | Nappersdorf-Kammersdorf: Einwohnerzahlen von 1869 bis 2025 | Nappersdorf-Kammersdorf: Einwohnerzahlen von 1869 bis 2025 | Nappersdorf-Kammersdorf: Einwohnerzahlen von 1869 bis 2025 | Nappersdorf-Kammersdorf: Einwohnerzahlen von 1869 bis 2025 |
| ---------------------------------------------------------- | ---------------------------------------------------------- | ---------------------------------------------------------- | ---------------------------------------------------------- | ---------------------------------------------------------- |
| Jahr                                                       |                                                            |                                                            |                                                            | Einwohner                                                  |
| 1869                                                       | 1869                                                       |                                                            | 2.302                                                      | 2.302                                                      |
| 1880                                                       | 1880                                                       |                                                            | 2.382                                                      | 2.382                                                      |
| 1890                                                       | 1890                                                       |                                                            | 2.382                                                      | 2.382                                                      |
| 1900                                                       | 1900                                                       |                                                            | 2.323                                                      | 2.323                                                      |
| 1910                                                       | 1910                                                       |                                                            | 2.333                                                      | 2.333                                                      |
| 1923                                                       | 1923                                                       |                                                            | 2.251                                                      | 2.251                                                      |
| 1934                                                       | 1934                                                       |                                                            | 2.147                                                      | 2.147                                                      |
| 1939                                                       | 1939                                                       |                                                            | 2.060                                                      | 2.060                                                      |
| 1951                                                       | 1951                                                       |                                                            | 1.959                                                      | 1.959                                                      |
| 1961                                                       | 1961                                                       |                                                            | 1.623                                                      | 1.623                                                      |
| 1971                                                       | 1971                                                       |                                                            | 1.486                                                      | 1.486                                                      |
| 1981                                                       | 1981                                                       |                                                            | 1.325                                                      | 1.325                                                      |
| 1991                                                       | 1991                                                       |                                                            | 1.271                                                      | 1.271                                                      |
| 2001                                                       | 2001                                                       |                                                            | 1.333                                                      | 1.333                                                      |
| 2011                                                       | 2011                                                       |                                                            | 1.252                                                      | 1.252                                                      |
| 2021                                                       | 2021                                                       |                                                            | 1.190                                                      | 1.190                                                      |
| 2025                                                       | 2025                                                       |                                                            | 1.191                                                      | 1.191                                                      |
| Quelle(n): Statistik Austria, Gebietsstand 1.1.2021        |                                                            |                                                            |                                                            |                                                            |

## Kultur und Sehenswürdigkeiten

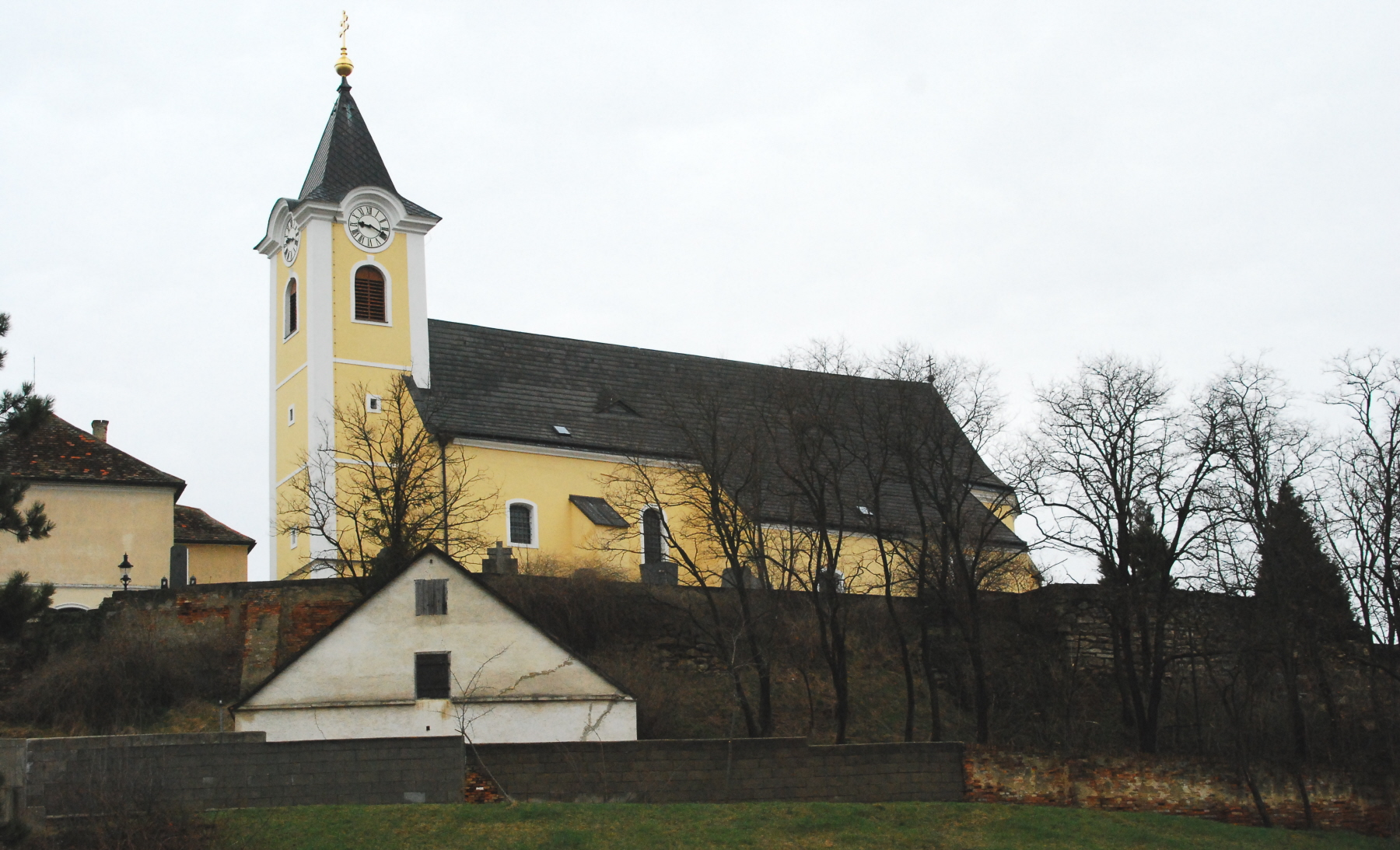
Pfarrkirche Nappersdorf

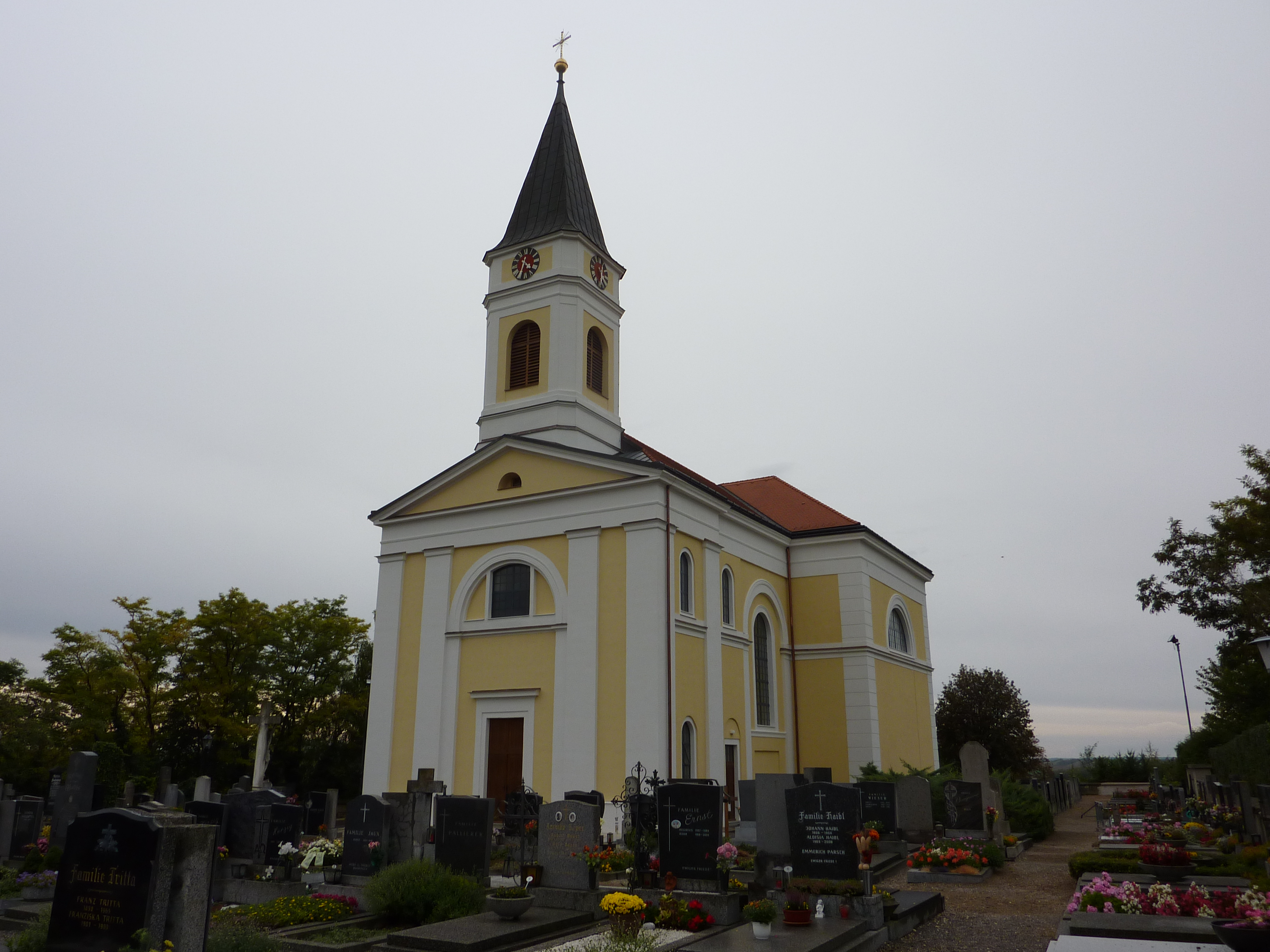
Pfarrkirche Kammersdorf

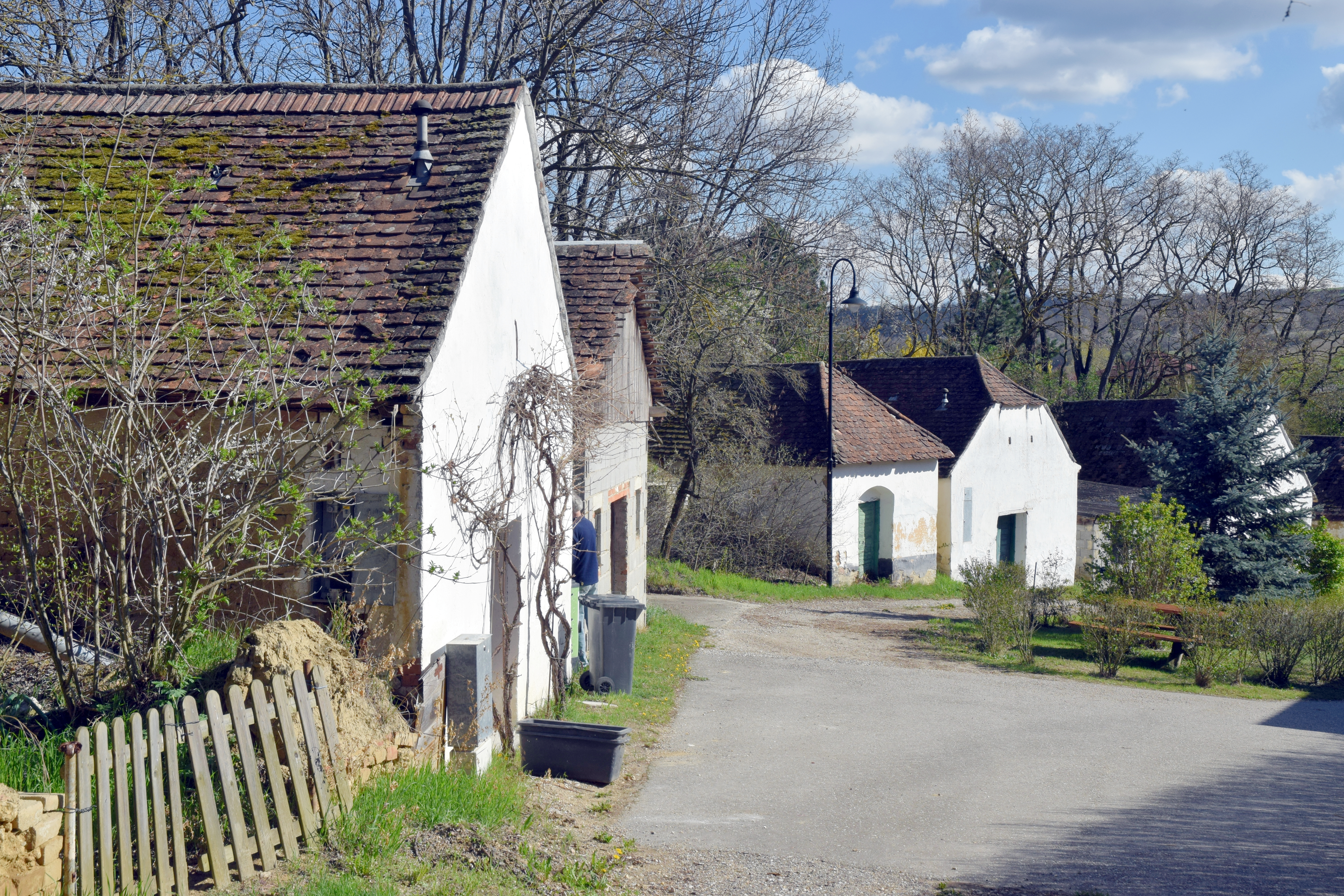
Kellergasse in Kleinsierndorf

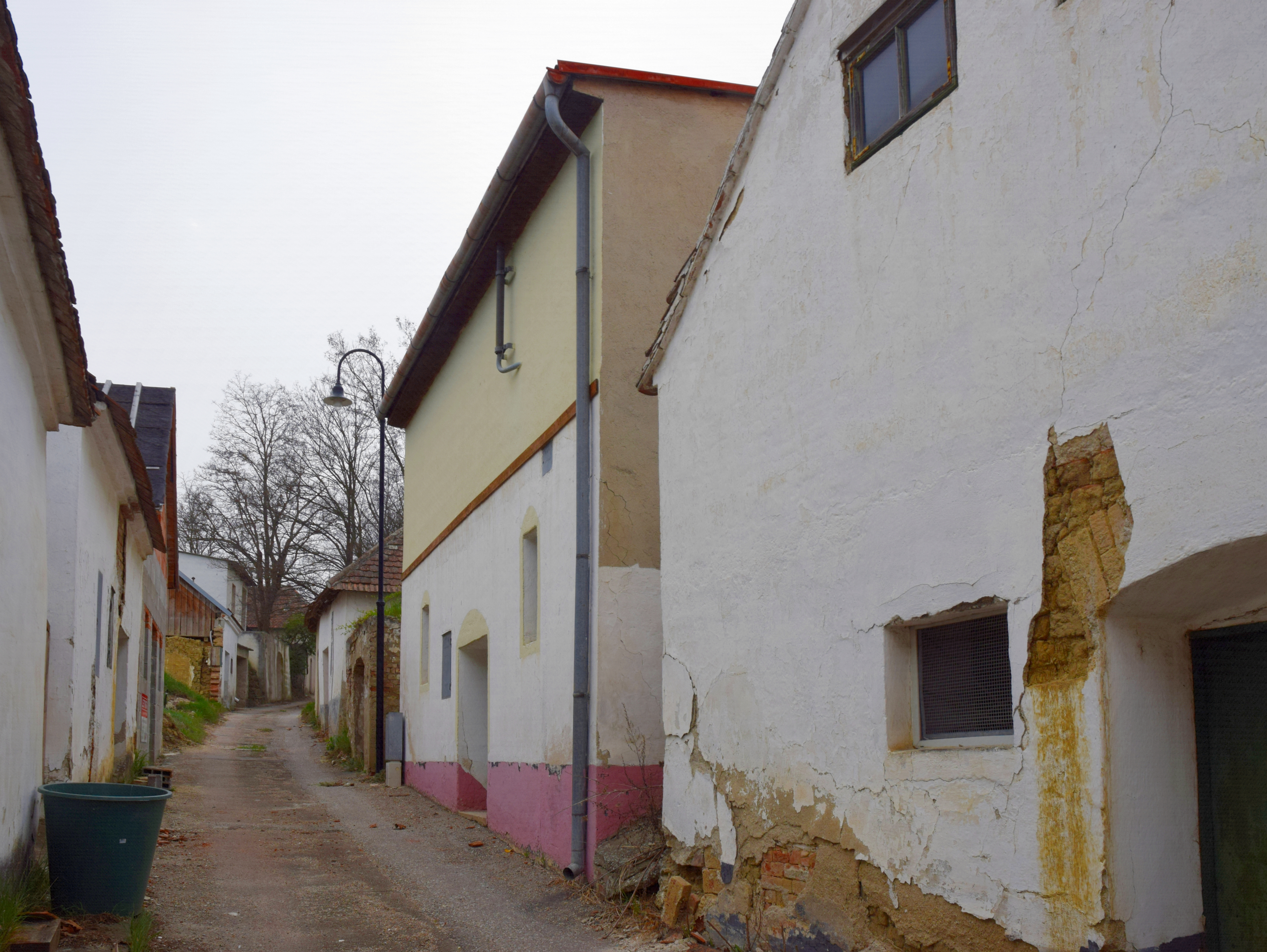
Kellergasse Schintagrube in Kleinweikersdorf

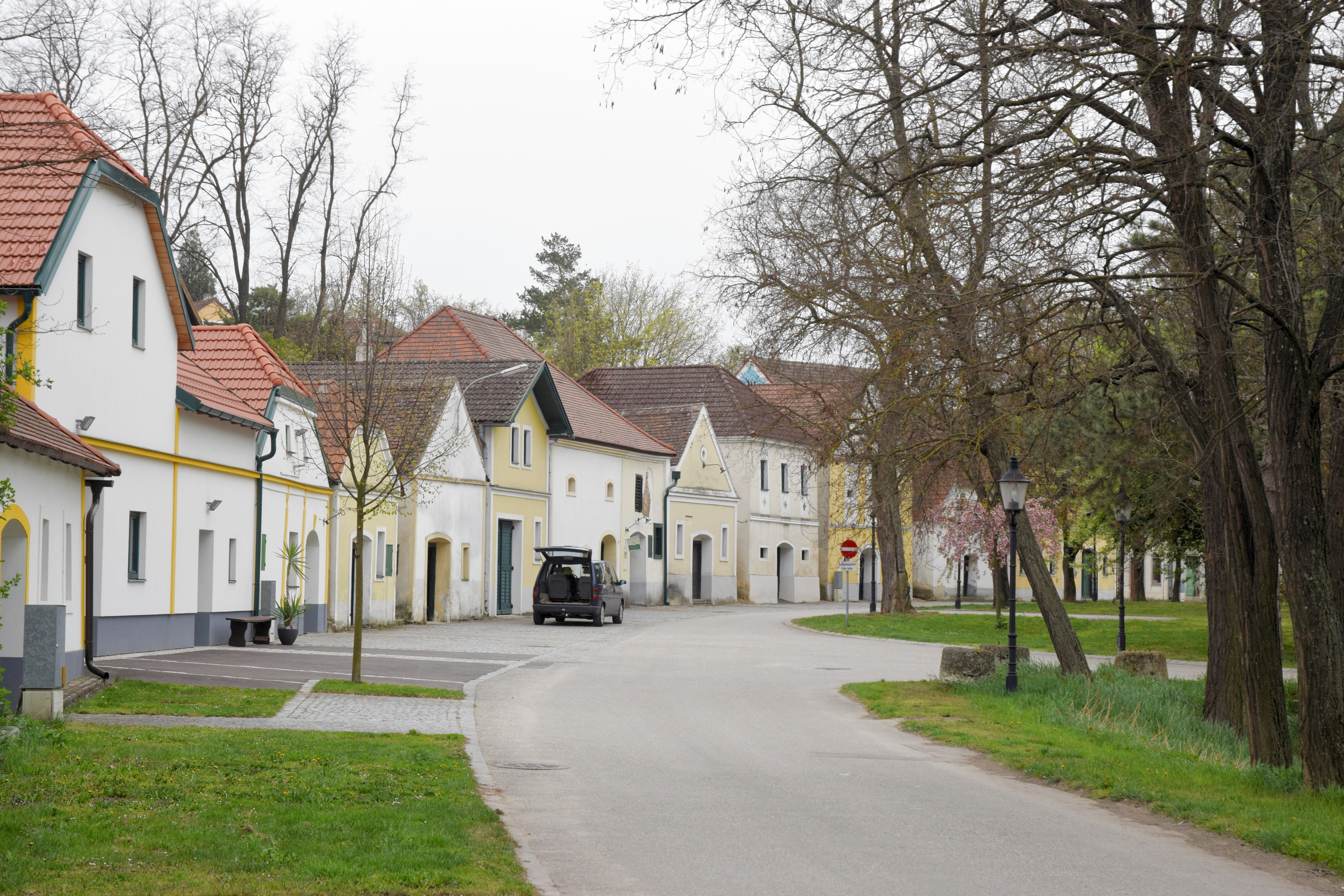
Kellergasse in Nappersdorf

- Katholische Pfarrkirche Nappersdorf hl. Stephanus
- Katholische Pfarrkirche Kammersdorf hl. Bartholomäus

## Wirtschaft und Infrastruktur
Im Jahr 2010 gab es 73 land- und forstwirtschaftliche Betriebe, davon waren 54 Haupterwerbsbetriebe. Diese bewirtschafteten 92 Prozent der Fläche. 1999 waren es 122 / 54 Betriebe. Im Produktionssektor gibt es sieben Baufirmen, die 74 Arbeitnehmer beschäftigen. Der Dienstleistungssektor beschäftigt in fünfzig Betrieben 143 Personen, überwiegend in sozialen und öffentlichen Dienstleistungen sowie im Handel (Stand 2010).

### Bildung
In der Gemeinde gibt es einen Kindergarten und eine Volksschule.

### Gesundheit
In Nappersdorf-Kammersdorf ordiniert ein praktischer Arzt.

## Politik

### Gemeinderat
Der Gemeinderat hat 19 Mitglieder.
- Nach den Gemeinderatswahlen in Niederösterreich 1990 hatte der Gemeinderat folgende Verteilung: 13 ÖVP, 4 SPÖ, und 2 Bürgerliste.
- Nach den Gemeinderatswahlen in Niederösterreich 1995 hatte der Gemeinderat folgende Verteilung: 9 Gemeinsame Gemeindeliste (ÖVP), 4 ÖVP,  3 SPÖ & Unabhängige, 2 Bürgerliste, und 1 SPÖ.[7]
- Nach den Gemeinderatswahlen in Niederösterreich 2000 hatte der Gemeinderat folgende Verteilung: 9 SPÖ & Unabhängige, 8 ÖVP, und 2 Bürgerliste.[8]
- Nach den Gemeinderatswahlen in Niederösterreich 2005 hatte der Gemeinderat folgende Verteilung: 10 SPÖ & Unabhängige, 8 ÖVP, und 1 Bürgerliste.[9]
- Nach den Gemeinderatswahlen in Niederösterreich 2010 hatte der Gemeinderat folgende Verteilung: 12 SPÖ & Unabhängige, und 7 ÖVP.[10]
- Nach den Gemeinderatswahlen in Niederösterreich 2015 hatte der Gemeinderat folgende Verteilung: 10 ÖVP, und 9 SPÖ & Unabhängige.[11]
- Nach den Gemeinderatswahlen in Niederösterreich 2020 hatte der Gemeinderat folgende Verteilung: 12 ÖVP und 7 SPÖ & Unabhängige.[12]
- Nach den Gemeinderatswahlen in Niederösterreich 2025 hat der Gemeinderat folgende Verteilung: 11 ÖVP, 7 SPÖ und 1 FPÖ.[13]

### Bürgermeister
- 2000–2009 Werner Gössl (SPÖ)[14]
- 2009–2015 Herbert Bauer (SPÖ)
- 2015–2020 Gottfried Pompe (ÖVP)
- ab 2020 Martin Eckl (ÖVP)[15]

### Wappen
- Wappenbeschreibung: „Ein goldener Schild, belegt mit einem roten Ring, von dem sechs schwarze Strahlen zum Schildesrand ziehen.“ Die Farben der Marktgemeinde sind SCHWARZ-ROT-GELB. Die Verleihung erfolgte am 2. Juni 1977.[16]

Dem anlässlich der Markterhebung verliehenen Marktwappen liegt das Wappen der Herrn von Kuenring zugrunde, roter Ring und die Farben „Gold-Schwarz“, da diese Familie in allen sechs zur Gemeinde gehörenden Dörfern seit dem 12. Jahrhundert Besitz hatte. Die von dem Ring ausgehenden sechs schwarzen Strahlen symbolisieren die sechs Katastralgemeinden, der Ring in seiner Geschlossenheit die Einheit der Gemeinde.